# Hypatia De Alejandria
L'Hypatia De Alejandria è un traghetto appartenente alla compagnia di navigazione spagnola Baleària.

## Servizio
Varato il 29 marzo 2018 nei Cantiere navale Visentini di Porto Viro con il nome di Hypatia De Alejandria e consegnato il 21 gennaio 2019 alla Baleària, prende servizio nello stesso anno nei collegamenti da Barcellona e Valencia a Ibiza e Palma di Maiorca, dove opera tutt'oggi.

## Navi gemelle
- Sorrento
- Catania
- Florencia
- Ciudad de Cadiz
- Stena Scandica
- Stena Baltica
- Stena Horizon
- Corfù
- Connemara
- Ciudad de Palma
- Stena Flavia
- GNV Sealand
- Norman Atlantic
- Livia (ex Stena Livia)
- Cartour Delta
- Epsilon
- Hedy Lamarr
- Marie Curie
- GNV Bridge